# カーティス・グッド
カーティス・エドワード・グッド（英語: Curtis Edward Good、1993年3月23日 - ）は、オーストラリアとイングランドのサッカー選手。オーストラリア代表。ポジションはDF。

## クラブ歴
メルボルン生まれ。2008年にオーストラリアン・インスティチュート・オブ・スポーツから2009年と2010年の2年間に亘るスカラーシップをオファーされた。
2011年にAリーグのメルボルン・ハートに加入、短期間の怪我人の代替としての契約であったが、2月に複数年契約を勝ち取った。リーグ戦初出場は同年10月となった。
2012年7月にプレミアリーグのニューカッスル・ユナイテッドFCに移籍金推定60万豪ドルの6年契約で移籍。加入後はリザーブチームに配属となった。
同年11月にフットボールリーグ2のブラッドフォード・シティAFCに期限付き移籍した。移籍後初出場は同月末のFAカップであった。しかし彼のFAカップへの登録が間に合わなかったため、ブラッドフォード・シティは失格処分となるところであったが、最終的には1000ポンドの罰金で済んだ。2013年2月のフットボールリーグカップ決勝ではプレミアリーグ所属のスウォンジー・シティAFC相手に快勝、彼も45分間出場しタイトル獲得に貢献した。
3月初めにニューカッスル・ユナイテッドに復帰し、同月末のマンチェスター・シティFC戦でトップチームのベンチ入りを果たした。ニューカッスル・ユナイテッドのトップチームでの初出場は同年8月28日であった。
2014年1月31日にスコティッシュ・プレミアシップのダンディー・ユナイテッドFCにシーズン末までの期限付き移籍をした。しかし代表で臀部を負傷したため、出場を重ねる事は出来なかった。
その後はニューカッスル・ユナイテッドのリザーブチームでも出場機会が少なく、トップチームで次に出場したのは3年弱を経た2017年1月28日のFAカップで、試合も敗戦であった。契約満了とともに放出された。
2018年9月18日にメルボルン・ハートから改称したメルボルン・シティに加入、6年ぶりの復帰となった。

## 代表歴
アンダー代表としては2013 FIFA U-20ワールドカップ、AFC U-22選手権2013への出場経験がある。
A代表初出場は2014年3月5日のエクアドル代表との親善試合であった。この試合で臀部を負傷したものの、2014 FIFAワールドカップの選考メンバー30人に入る事が出来た。しかし回復が間に合わず最終メンバーから落選した。その後は代表出場も長らくなかったが、2021年6月7日に行われた2022 FIFAワールドカップ・アジア2次予選の台湾代表戦で7年ぶりの代表出場を果たした。

## 個人
同じくオーストラリア代表のジャクソン・アーバインとは10歳の頃からの友人で、家も近かった事からクロスカントリーを共に行ったり、ユース時代にノックス・シティでともにプレーしたりしていた。